# وازگن هاکوبیان (هنرپیشه)
وازگن کاراپتی هاکوبیان (ارمنی: Վազգեն Կարապետի Հակոբյան زاده ۲۲ فوریهٔ ۱۹۲۶) یک بازیگر اهل ارمنستان است. وی از سال میلادی تاکنون مشغول فعالیت بوده است.

## زندگی‌نامه
وی در ۲۲ فوریه ۱۹۲۶ در لنیناکان به دنیا آمد و از استودیوی تئاتر دراماتیک دولتی وارطان آجمیان گیومری (۱۹۴۶) فارغ‌التحصیل شد. وی همچنین برندهٔ جوایزی همچون هنرمند شایسته ارمنستان شوروی (۱۹۶۵) شده است.